# Bündnis Sahra Wagenknecht
Bündnis Sahra Wagenknecht – Vernunft und Gerechtigkeit (svenska: Förbundet Sahra Wagenknecht - Förnuft och Rättvisa) är ett tyskt politiskt parti som grundades den 8 januari 2024. Partiet är uppkallat efter politikern och författaren Sahra Wagenknecht. Partiets grundare tillhörde huvudsakligen Die Linke.
Partiet har beskrivits som vänsterpopulistiskt, vänsternationalistiskt, socialistiskt, kulturkonservativt, socialkonservativt, euroskeptiskt och extremvänster. Andra har beskrivit partiet som närmare den politiska mitten, med hänvisning till partiets omfamnande av ordoliberala idéer.
Partiet är skeptiskt till grön politik och stöd för Ukraina i det rysk-ukrainska kriget, och har beskrivits som russofilt.

## Föreningens grundande
Föreningen BSW – Für Vernunft und Gerechtigkeit e. V. registrerades officiellt vid tingsrätten i Mannheim den 26 september 2023. Föreningen  förberedde partiets grundande.
Föreningen presenterades vid en presskonferens den 23 oktober 2023 av den tidigare gruppordföranden för Die Linkes förbundsdagsgrupp Amira Mohamed Ali, förbundsdagsmedlemmarna Sahra Wagenknecht och Christian Leye och två andra. Dessa personer utgör föreningens styrelse. Samtidigt avgick Wagenknecht och nio andra medlemmar i förbundsdagen från Die Linke och tillkännagav det blivande partiets uppställning inför valet till Europaparlamentet 2024 i Tyskland och för de regionala valen i de tre förbundsländerna Brandenburg, Sachsen och Thüringen 2024.

## Partiets grundande

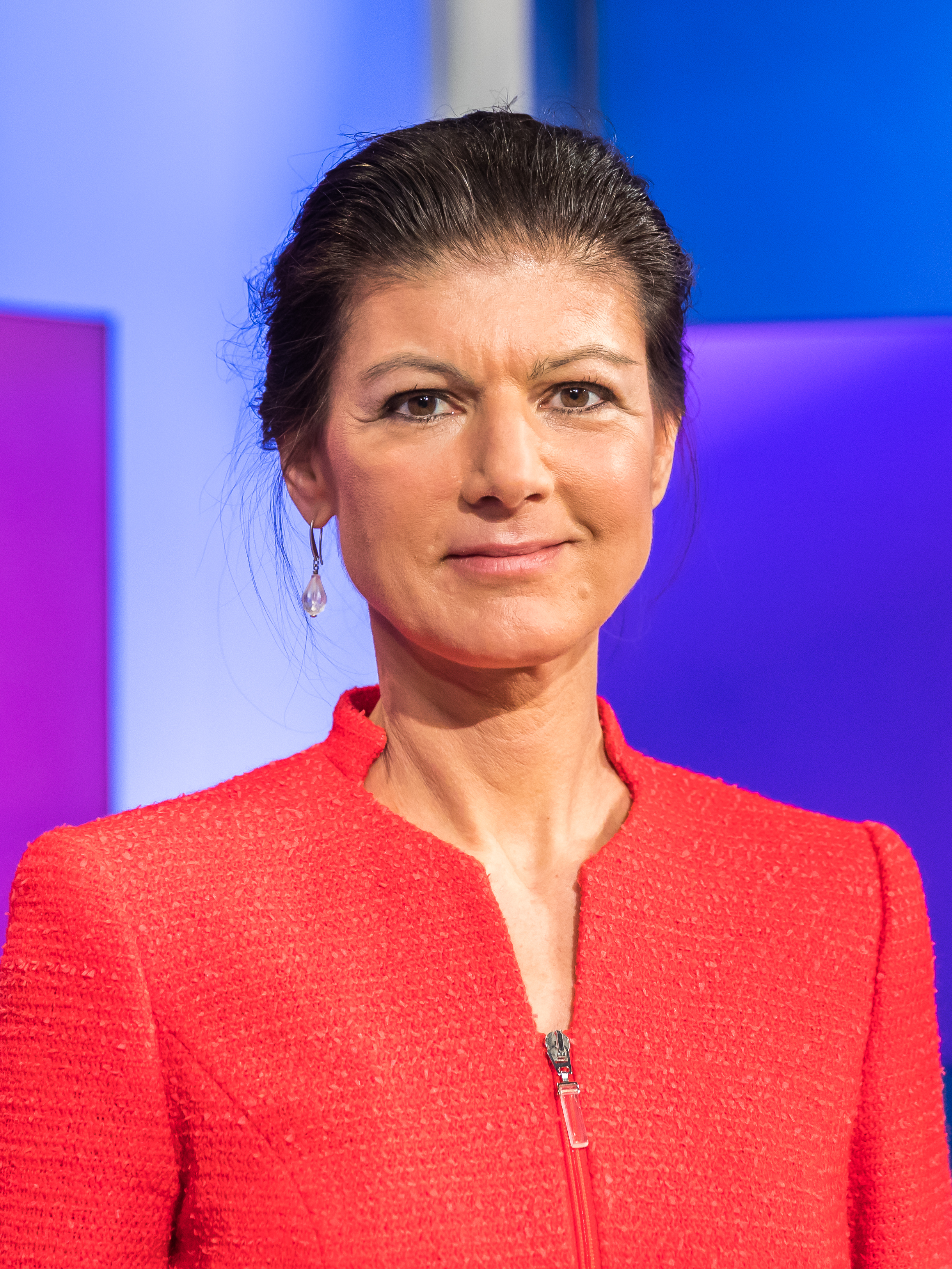
Partiets grundare och centralfigur Sahra Wagenknecht 2023

Partiet grundades av 44 personer vid ett möte den 8 januari 2024 i Berlin. Dess fullständiga namn är Bündnis Sahra Wagenknecht - Vernunft und Gerechtigkeit med förkortningen BSW. Den första partikonferensen ägde rum den 27 januari 2024 i Berlin. Sahra Wagenknecht och Mira Mohamed Ali utsågs till partiledare ledare. I februari 2024 bildade partiet en grupp i förbundsdagen.

## Partiprogram
När partiet grundades deklarerade Sahra Wagenknecht att hon skulle presentera hela partiprogrammet inför nästa val till den tyska förbundsdagen, som ägde rum i februari 2025. Dessutom skulle partiets namn ändras och inte längre innehålla hennes namn.
Ett utkast till program för valet till Europaparlamentet 2024 presenterades i slutet av januari 2024.
Partiet kritiserar EU och kräver bl.a. en uppgörelse med EU:s nuvarande klimatpolitik. Det kräver också ett slut på vapenstödet till Ukraina.

## Parlamentarisk representation
BSW-parlamentarikerna i den tyska förbundsdagen erkändes som en parlamentarisk grupp den 2 februari 2024 under namnet Gruppe BSW. Gruppen hade redan konstituerat sig internt den 11 december 2023 med Wagenknecht som ordförande, Klaus Ernst som vice ordförande och Jessica Tatti som gruppsekreterare. Efter förbundsdagsvalet i februari 2025 har de inte längre någon representation i tyska förbundsdagen.
Partiet är representerat i tre förbundslandsparlament: Alexander King i Berlins representanthus, Metin Kaya i Hamburgs stadsfullmäktige och Andreas Hartenfels i Rheinland-Pfalz lantdag.

## Partiorganisation
Partiet har en unik organisation jämfört med andra partier i Tyskland. Jämfört med dess valresultat har det en liten och avsiktligt begränsad medlemsbas. Till skillnad från andra partier skiljer BSW på fullvärdiga medlemmar och "registrerade supportrar". Ansökningar om medlemskap måste garanteras av en befintlig medlem, och alla ansökningar måste godkännas av partiets förbundsstyrelse. Medlemmarna var initialt begränsade till 450; de flesta av dem var nära medarbetare till Wagenknecht och partifunktionärer med syftet att bygga upp partiet. I mars 2024 hade partiet 17 000 registrerade supportrar, 8 000 ansökningar om medlemskap och 500 fullvärdiga medlemmar. Partiet siktade på att ha "som mest" 1 000 medlemmar i slutet av året, och endast omkring 2 000 vid det tyska federala valet 2025. Vid den tiden förklarade Wagenknecht: "Vi ser bara till att ingen kommer in som inte delar vårt program eller som skulle verka destruktivt och kaotiskt."

## Valresultat
Partiet var med i sina första val i maj 2024. I juni fick partiet 6,1% av rösterna nationellt i valet till Europaparlamentet. I september fick det mellan 11% och 16% i tre lantdagsval i Sachsen, Thüringen och Brandenburg. I förbundsdagsvalet 2025 fick partiet 4,97 % och blev utan mandat, då det var lägre än spärren på 5 %.